# Impact évolutif de la pêche

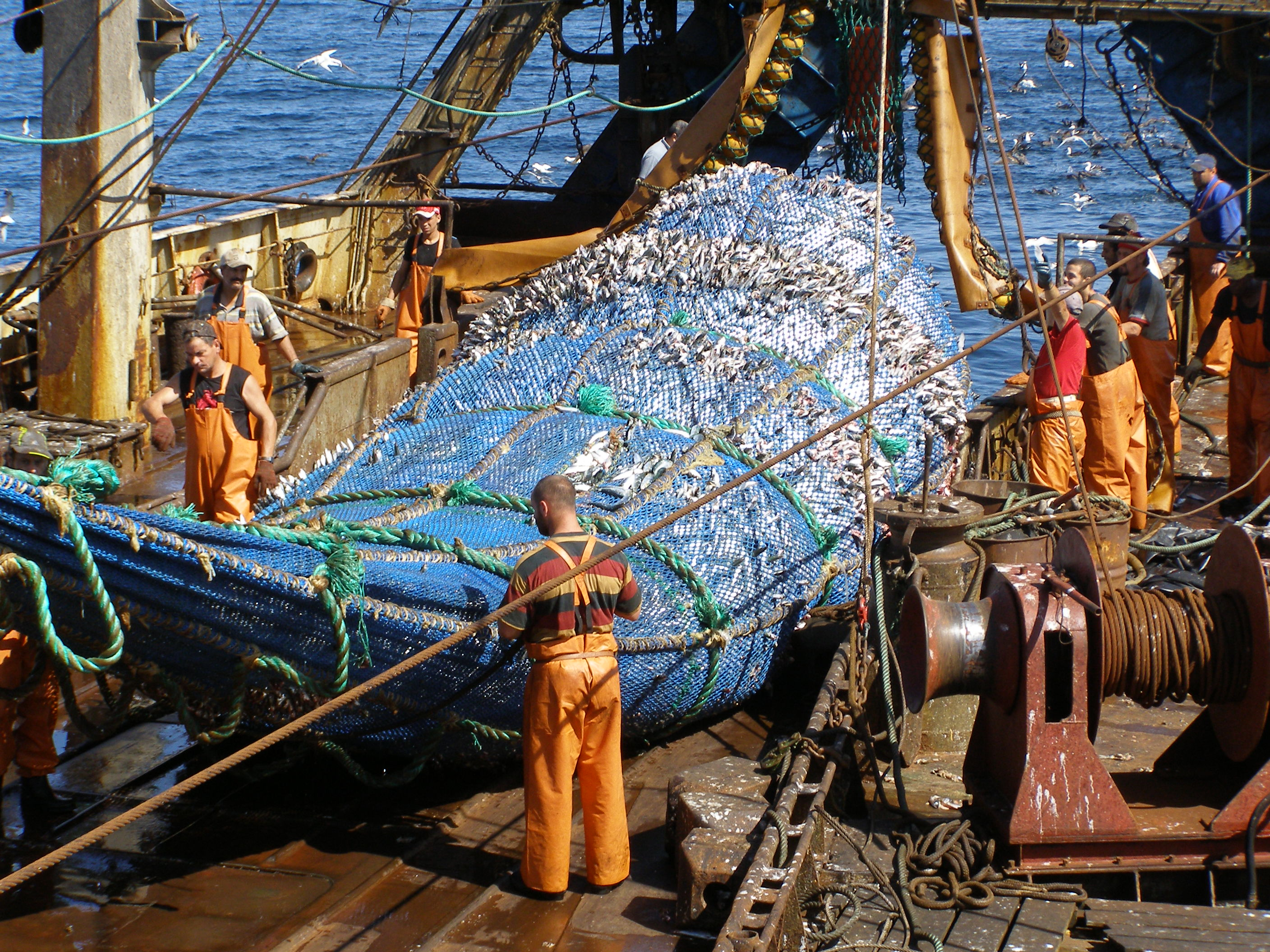
Pêche industrielle.

Les impacts évolutifs de la pêche sont les divers effets évolutifs (changements de certains traits de l'espèce face aux pressions de pêche). Ces conséquences sont essentiellement le fait d'une pêche sélective par la taille, le rapport bénéfice/effort de pêche étant plus intéressant lorsqu'on capture de gros individus. De plus, les directives actuelles de pêche sont basées sur l'idée d'épargner les juvéniles en ne pêchant que les individus d'une certaine taille, afin d'éviter de forts impacts sur la population. La pêche des individus les plus gros a, contrairement à cette idée, beaucoup d'effets négatifs sur les populations exploitées.

## Changement de la taille et taux de mortalité
Le premier effet observé lors de la pêche est, la plupart du temps, une réduction de la taille moyenne dans la population, additionnée à l'augmentation du taux de mortalité. Il a été observé une corrélation positive entre le déclin de la taille et le taux de mortalité. 
Il existe deux sources de mortalité pour les populations : une source intrinsèque et une source extrinsèque. Les sources de mortalité intrinsèques sont celles concernant la sénescence (ou vieillissement). Les sources extrinsèques sont associées à des facteurs externes tels que la prédation. La pêche, en tant que prédation par les humains, vient donc s'ajouter aux sources extrinsèques. Chez la plupart des populations concernées par la pêche intensive, celle-ci est la principale cause de mortalité des adultes. Une mortalité plus élevée dans une population va faire diminuer la proportion d’individus qui survivront longtemps et donc diminuer la proportion d'individus qui atteignent une grande taille. 
De plus, tous les pêcheurs sélectionnent plus ou moins les poissons en fonction de leur taille. La taille étant un trait héritable, si les petits poissons sont laissés de côté par les pêcheurs, une petite taille devient un atout à la survie des poissons. Les petits individus sont donc sélectionnés positivement et cela génère un changement graduel : la taille moyenne évolue et est finalement réduite au bout de plusieurs générations pour les populations exploitées .
La pêche sélective va donc inévitablement modifier la sélection naturelle et amener à des changements dans les populations qui seront irréversibles ou bien réversibles sur une très longue période. 
Il y a peu d’informations existantes sur l’intensité du taux de déclin de la taille en fonction du temps. Cela requiert des informations sur l’histoire d’une espèce et sur sa taille au cours des générations : la plupart du temps la pêche a commencé bien avant que les scientifiques ne viennent relever des données. 
On peut penser qu'il est judicieux de laisser les petits individus et de ne pêcher que les adultes. En capturant les gros individus, il est intuitif d'imaginer qu’il y a ainsi une réduction de la compétition pour les ressources et que cela permet la croissance des petits poissons,. Or, comme expliqué au-dessus, il y aura une sélection des poissons plus petits. Afin d’augmenter le taux de croissance des poissons et de créer un stock plus abondant en gros poissons, les pêcheurs devraient idéalement avoir pour proie les petits poissons.

## Investissement reproductif et âge à la maturité
Pour les espèces à long cycle de vie avec un faible taux de mortalité, la pêche sélective peut causer des changements dans les traits d’histoire de vie, dont l’investissement reproductif. Les juvéniles ont une valeur reproductive faible qui croit jusqu’à leur maturité. Les adultes matures ont la valeur reproductive maximale. Dans les organismes à long cycle de vie, la valeur reproductive décroît ensuite lentement avec l’âge. La pêche sélective exploite donc les poissons qui ont une grande taille dont les jeunes adultes qui ont leur valeur reproductive maximale. C’est pour cela qu’il n’est pas surprenant  que la pêche sélective des adultes, qui ont une haute valeur reproductive, mène à un déclin du taux de croissance de la population. En effet en éliminant au cours du temps les individus qui ont les valeurs reproductives les plus élevées, le nombre d’événements de reproduction diminue avec le temps et on observe inévitablement un déclin du taux de croissance de la population. 
Sur le long terme, cela entraîne l’augmentation de l’investissement reproductif des jeunes adultes. La pêche, sélective ou non, réduit le stock d’abondance et diminue le nombre total de compétiteurs intra-spécifiques pour les ressources. Les jeunes poissons sont moins en compétition avec les individus plus âgés. Cette augmentation en accès en nourriture peut avoir comme conséquence l’accélération dans la croissance juvénile et globalement la diminution de l'âge à maturité. Les poissons se reproduiront plus tôt , à une taille inférieure.
De plus, avec la menace de la pêche, la probabilité pour ces jeunes de se reproduire avant une certaine taille est plus élevée.
Les juvéniles ayant tendance à gagner leur maturité plus tôt contribueront plus avec leurs gènes aux générations suivantes, par rapport aux individus avec une tendance à atteindre leur maturité à des âges plus avancés.
La pêche peut causer indirectement des changements génétiques qui influenceront la croissance et les temps de maturation pour les populations de poissons exploités. De récentes études ont montré que les changements génétiques sont grandement responsables des changements du temps de maturité.